# 竹內啟雄
竹內啓雄（日语：／ Takeuchi Yoshio，1948年11月6日—），日本男性動畫演出家、動畫導演、編劇。出身於東京都荒川區。

## 來歷
竹內啟雄從法政大學退學後，在報紙的招聘信息中看到動畫製作公司Hatena Productions的廣告，隨後進入了動畫行業。雖然他並不特別喜歡動畫或漫畫，但他是一名電影迷，並且被招聘信息中提到的「漫畫電影」工作所吸引，因此他應徵了該工作。在加入Hatena Productions擔任製作後，他立即表達了想成為演出的願望，並成為岡崎稔的演出助手，參與了《夠了！阿太郎 (1969年版)》等東映動畫作品的製作。竹內好加入Hatena Productions大約一年後，該公司解散，因此竹內好離開了動畫行業，從事了大約兩年的兼職工作。
竹內在Hatena Productions工作時的同事向坪利次，曾一起生活了大約兩年，後來加入了東京電影，所以在《排球甜心》中途邀請他重返動畫界。他與動畫導演出崎統的緣分始於1973年播出的《小酋長小黑》，之後他成為了出崎統在《網球甜心》播出前後就職的公司MADHOUSE的員工。隨後，他在出崎的指導下學習導演，並擔任出崎電影的助理導演和演出。1980年，出崎和杉野昭夫離開MADHOUSE，創立了動畫工作室安納普魯工作室。並與出崎一起執導了《SPACE COBRA》，這是他的導演處女作，該節目於1982年開始播出。雖然出崎的名字仍然留在工作人員表上，因為他將要執導1983年5月上映的電影動畫《劇場版 骷髏13》，但從第2季開始，竹內就獨自執導了《SPACE ADVENTURE COBRA》。
1983年開始拍攝的《貓♥眼》是他單獨擔任總導演的第一部正式作品。重返動畫界後，他主要從事東京電影的製作，直到1986年左右。
他的導演處女作是1987年的《劇場版 金銀島》，這是出崎執導的電視動畫的重新剪輯版。他執導的第一部新的電影動畫是1993年的《劇場版 怪傑佐羅力》，這是一部30分鐘的短片。兩部電影皆由東京電影公司出品。他的導演處女作是1997年的長篇電影《劇場版 森林大帝》。
在《劇場版 森林大帝》之後，他繼續參與手塚製作公司的電影製作，包括出崎導演的《怪醫黑傑克》。他執導了導師出崎的遺作《怪醫黑傑克FINAL》（KARTE 11、12），這部作品於2011年在他去世後發行。
在SHIN-EI動畫，他執導了始於1988年的《美味大挑戰》、《野昭如 戰爭童話集》的「成為風箏的媽媽」以及同一公司的作品「我的防空洞」。
自1998年起，他成為自由工作者，不隸屬於任何機構。

## 人物
撰寫劇本時使用的筆名是。「河島 三郎」是擔任演出時使用的另一個名字。其他筆名包括早川芳雄。
出崎統稱讚竹內是自己可以信賴的最佳助理導演，同時也稱讚了他良好的人格。他也表示，他能夠使用軟體創作出自己無法創作的幽默作品。前東京電影文藝工作人員飯岡順一表示，竹內好說話方式很獨特，不拘小節，從不生氣或大吼大叫。
雖然他擔任美食動畫《美味大挑戰》的導演，但他對食物並不特別挑剔，只要有玉子燒、海苔、味噌湯就很滿足了。

## 參加作品

### 電視動畫
1968年
- 小茜（日语：あかねちゃん）（演出助手）
- 人造人009 (1968年版)（演出助手）
- 魔法使莎莉 (1966年版)（演出助手）

1969年
- 甜蜜小天使 (1969年版)（演出助手）
- 排球甜心（演出）

1973年
- 小酋長小黑（演出助手）
- 網球甜心（編劇）
- 魔投手（演出助手、分鏡）

1975年
- 甘巴的冒險（日语：ガンバの冒険）（編劇、演出）
- 元祖天才傻鵬（日语：元祖天才バカボン）（編劇、演出）

1976年
- 漫畫世界昔話（日语：まんが世界昔ばなし）（演出）

1977年
- 咪咪流浪記（演出）

1978年
- 金銀島（演出）

1979年
- 凡爾賽玫瑰（演出）

1980年
- 少爺[注 1]（演出）

1982年
- 明日之丈2（助理導演）
- SPACE COBRA（—1983年，總導演[注 2]）

1983年
- 貓♥眼 (第1期)[13]（—1984年，總導演、演出）[注 3]

1984年
- 透镜人（設定）

1985年
- 拜託了！薩米亞丼（日语：おねがい!サミアどん）（演出）

1986年
- Bug甜心（日语：Bugってハニー）（演出）

1988年
- 美味大挑戰（—1992年，導演、分鏡）

1992年
- 麵包超人（編劇、分鏡）※日吉惠名義。

1999年
- 禦園地！月光假面（—2000年，導演、分鏡）

2000年
- 無力君（日语：へろへろくん）（分鏡）
- 動畫萬歲（—2001年，導演、分鏡）

2002年
- 真·女神轉生 惡魔之子（—2003年，導演（第1話—第26話）、分鏡）

2003年
- 原子小金剛 (2003年版)（分鏡、演出）
- 成為風箏的媽媽（日语：凧になったお母さん）（導演）

2004年
- 火之鳥（分鏡、演出）
- 怪醫黑傑克（劇本、分鏡、演出）

2005年
- 光速蒙面俠21（編劇）
- 我的防空洞（日语：ぼくの防空壕）（導演、編劇、分鏡）

2006年
- 暗夜第六感（日语：NIGHT HEAD GENESIS）（導演）
- 怪醫黑傑克21（編劇）

2007年
- 意外（文藝、演出）
- 可愛小水滴（日语：ぷるるんっ!しずくちゃん）（編劇）※日吉惠名義。

2008年
- SCARECROWMAN THE ANIMATION（日语：スケアクロウマン）（導演、劇本統籌）[注 4]

2009年
- EXAMURAI戰國（日语：エグザムライ戦国）（導演、編劇）[注 5]

### 電影動畫
1979年
- 劇場版 網球甜心（助理導演）

1980年
- 劇場版 咪咪流浪記（助理導演）

1984年
- 冒險者們 甘巴與7隻夥伴（日语：ガンバの冒険）（助理導演、分鏡）

1986年
- 時空旅人（設定、編劇）

1987年
- 劇場版 金銀島（導演、構成）
- 劇場版 怒吼吧，奔奔（日语：ほえろブンブン）（編劇）

1988年
- AKIRA（助理導演）
- 劇場版 小豬萬萬歲（日语：はれときどきぶた#スタッフ）（編劇）

1990年
- 老爺爺改造講座（日语：おじさん改造講座）（編劇）

1993年
- 劇場版 怪傑佐羅力（導演、編劇、分鏡、演出）[注 5]

1994年
- 麵包超人：大家聚集一起！麵包超人世界（日语：それいけ!アンパンマン リリカル☆マジカルまほうの学校#それいけ!アンパンマン みんな集まれ! アンパンマンワールド）（編劇）※日吉惠名義。

1995年
- 麵包超人：麵包超人與快樂的誕生日（日语：それいけ!アンパンマン ゆうれい船をやっつけろ!!#それいけ!アンパンマン アンパンマンとハッピーおたんじょう日）（構成、編劇）※日吉惠名義。

1996年
- 麵包超人：細菌人與3倍拳（日语：それいけ!アンパンマン 空とぶ絵本とガラスの靴）（編劇）※日吉惠名義。

1997年
- 劇場版 森林大帝（導演、腳色）

1998年
- 麵包超人：麵包超人滑稽的夥伴（日语：それいけ!アンパンマン てのひらを太陽に#それいけ!アンパンマン アンパンマンとおかしな仲間）（編劇）※日吉惠名義。

1999年
- 麵包超人：麵包超人與開心的夥伴們（日语：それいけ!アンパンマン 勇気の花がひらくとき#それいけ!アンパンマン アンパンマンとたのしい仲間たち）（編劇）※日吉惠名義。

2002年
- 麵包超人：鐵火的小柴薪與黃金什錦鍋飯人（日语：それいけ!アンパンマン ロールとローラ うきぐも城のひみつ#それいけ!アンパンマン 鉄火のマキちゃんと金のかまめしどん）（編劇）※日吉惠名義。
- 戰鬥陀螺 THE MOVIE 激戰！小龍VS大地（總導演）

2005年
- 怪醫黑傑克：兩位神秘醫師（演出）
- 明天也要精神百倍！ ～一半的甘薯～（導演）

### OVA
1987年
- Space Fantasia 2001夜物語（日语：2001夜物語#スペース・ファンタジア 2001夜物語）（導演、分鏡）

1989年
- 相撲力士松太郎（日语：のたり松太郎）（導演）

1990年
- 天外魔境 自來也朧變（導演、編劇）
- OL改造講座（編劇）※日吉惠名義。

1991年
- 一本包丁滿太郎（日语：一本包丁満太郎）（導演、編劇）[注 5]
- 帥氣女朋友（日语：ハンサムな彼女）（編劇）※日吉惠名義。

1993年
- 麵包超人系列（劇本統籌、編劇）※日吉惠名義。

1999年
- 宇宙海盜哈洛克傳奇：尼伯龍根的指環（日语：ニーベルングの指環 (漫画)）（導演、編劇、分鏡）[注 5]
- 怪醫黑傑克（編劇）※日吉惠名義。

2005年
- （編劇）※日吉惠名義。

2008年
- （編劇）※日吉惠名義。

2011年
- 怪醫黑傑克FINAL（演出）

### 其它
1987年
- 凡爾賽玫瑰：只要我還活著就愛我（導演）[注 6]

## 腳註

## 相關項目
- 日本動畫師列表（日语：アニメ関係者一覧）

## 外部連結
- 竹內啟雄 （日語）—allcinema（日语：allcinema）
- Yoshio Takeuchi在互联网电影资料库（IMDb）上的資料（英文）